# Harvest Records
Harvest Records — британський лейбл звукозапису, заснований 1969 року.

## Історія
Ідея створення лейблу прогресивної музики належала менеджеру-практиканту компанії EMI Малколму Джонсу. Він бачив, що конкуренти створили власні імпринти, на яких видавали нову та незвичну музику — зокрема, Decca Records заснували Deram, а Philips Records — Vertigo, — і вмовив керівництво EMI піти схожим шляхом. Керівником нового лейблу було призначено Нормана Сміта, який до цього працював звукорежисером та менеджером Parlophone Records. Серед потенційних підписань розглядалися рок-гурти Pink Floyd, Deep Purple та Barclay James Harvest, і саме останні запропонували назву «Harvest Records». Логотип компанії намалював англійський художник та дизайнер Роджер Дін.
Церемонія відкриття Harvest Records відбулася влітку 1969 року в Лондоні, співпавши з виходом перших чотирьох альбомів: The Book of Taliesyn гурту Deep Purple, A Meal You Can Shake Hands With in the Dark гурту Pete Brown and His Battered Ornaments, Anthems In Eden Ширлі й Доллі Коллінз та Rainmaker Майкла Чепмена. Запис пісень найчастіше відбувалися в студії Abbey Road, а оформлення альбомів відзначалося високою якістю — до цього долучалися найкращі дизайнери, серед яких той же Роджер Дін та студія Hipgnosis. І хоча Harvest Records були частиною EMI, а їхній офіс знаходився в штаб-квартирі компанії на площі Манчестер-сквер, фактично лейбл намагався відмежуватися від батьківської компанії: «Офіс Harvest знаходився у темному кутку, якомога далі від усіх інших. І на підлозі були подушки, а не столи та стільці. Це була дуже особлива частина EMI», — згадував пізніше керівник лейблу Марк Рай.
На початку 1970-х років на Harvest Records виходило багато популярних альбомів, зокрема, платівки Edgar Broughton Band, Deep Purple, Barclay James Harvest, Кевіна Оєрса, Роя Харпера, Electric Light Orchestra та Wizzard. Але головний успіх був пов'язаний із гуртом Pink Floyd: 1973 року вийшла платівка Dark Side of the Moon, яка стала найбільш продаваним альбомом британського рок-гурту. З іншого боку, саме поняття «прогресивний рок» стало розмиватися, бо чарти були наповнені саме такою музикою, і те, що раніше вважалося незвичним та прогресивним, в середині 1970-х років почало вважатися нормою. До того ж на Harvest Records почали виходити записи гуртів, що грали зовсім іншу музику — диско (La Belle Epoque), софт-рок (Marshall Hain), постпанк (Wire, The Saints) — перетворивши його на звичайний лейбл звукозапису.
Останні успіхи Harvest Records датовані першою половиною 1980-х років, коли на лейблі виходили альбоми гуртів Scorpions та Pallas. Платівка Pink Floyd 1983 року The Final Cut стала останнім альбомом Harvest Records, що очолив національний хіт-парад. Невдовзі Pink Floyd перейшли на EMI Records, а імпринт Harvest Heritage використовувався лише для перевидання старих альбомів.
2006 року за ініціативи колишнього A&R-менеджера EMI Найджела Ріва імпринт Harvest Records було відновлено. Першими артистами лейблу стали The Blue Aeroplanes та колишній фронтмен Strangelove Патрік Дафф. Надалі лейбл продовжував бути частиною Capitol Records у складі Universal Music Group, видаючи записи виконавців прогресивного року та попмузики, серед яких Charlotte OC, Banks, TV on the Radio, Syd Arthur та Морріссі.